# Parapercis cephalopunctata
Parapercis cephalopunctata is een straalvinnige vissensoort uit de familie van krokodilvissen (Pinguipedidae). De wetenschappelijke naam van de soort is voor het eerst geldig gepubliceerd in 1901 door Seale.